# Берсіанос-дель-Реаль-Каміно
Берсіанос-дель-Реаль-Каміно (ісп. Bercianos del Real Camino) — муніципалітет в Іспанії, у складі автономної спільноти Кастилія-і-Леон, у провінції Леон. Населення — 202 особи (2010).
Муніципалітет розташований на відстані близько 250 км на північний захід від Мадрида, 42 км на південний схід від Леона.

## Демографія
Динаміка населення (INE ):